# 1993年全仏オープン
1993年 全仏オープン（1993ねんぜんふつオープン、Internationaux de France de Roland-Garros 1993）は、フランス・パリにある「スタッド・ローラン・ギャロス」にて、1993年5月24日から6月6日にかけて開催された。

## シード選手

### 男子シングルス
1. ピート・サンプラス　（ベスト8）
2. ジム・クーリエ　（準優勝）
3. ステファン・エドベリ　（ベスト8）
4. ボリス・ベッカー　（2回戦）
5. ゴラン・イワニセビッチ　（3回戦）
6. ペトル・コルダ　（2回戦）
7. イワン・レンドル　（1回戦）
8. マイケル・チャン　（2回戦）
9. ミヒャエル・シュティヒ　（4回戦）
10. セルジ・ブルゲラ　（初優勝）
11. アンドレイ・メドベデフ　（ベスト4）
12. リカルド・クライチェク　（ベスト4）
13. カレル・ノバチェク　（ベスト8）
14. ウェイン・フェレイラ　（2回戦）
15. トーマス・ムスター　（4回戦）
16. マラビーヤ・ワシントン　（4回戦）

### 女子シングルス
1. シュテフィ・グラフ　（優勝、5年ぶり3度目）
2. アランチャ・サンチェス・ビカリオ　（ベスト4）
3. ガブリエラ・サバティーニ　（ベスト8）
4. コンチタ・マルチネス　（ベスト8）
5. メアリー・ジョー・フェルナンデス　（準優勝）
6. ジェニファー・カプリアティ　（ベスト8）
7. ヤナ・ノボトナ　（ベスト8）
8. アンケ・フーバー　（ベスト4）
9. マグダレナ・マレーバ　（4回戦）
10. マニュエラ・マレーバ・フラニエール　（3回戦）
11. アマンダ・クッツァー　（2回戦）
12. マリー・ピエルス　（4回戦）
13. ナタリー・トージア　（3回戦）
14. カテリナ・マレーバ　（4回戦）
15. ザビーネ・ハック　（3回戦）
16. 伊達公子　（2回戦）

## 大会経過

### 男子シングルス
準々決勝
- セルジ・ブルゲラ vs.  ピート・サンプラス　6-3, 4-6, 6-1, 6-4
- アンドレイ・メドベデフ vs.  ステファン・エドベリ　6-0, 6-7, 7-5, 6-4
- リカルド・クライチェク vs.  カレル・ノバチェク　3-6, 6-3, 3-6, 6-3, 6-4
- ジム・クーリエ vs.  ゴラン・プルピッチ　6-1, 4-6, 6-0, 7-5

準決勝
- セルジ・ブルゲラ vs.  アンドレイ・メドベデフ　6-0, 6-4, 6-2
- ジム・クーリエ vs.  リカルド・クライチェク　6-1, 6-7, 7-5, 6-2

### 女子シングルス
準々決勝
- シュテフィ・グラフ vs.  ジェニファー・カプリアティ　6-3, 7-5
- アンケ・フーバー vs.  コンチタ・マルチネス　6-7, 6-4, 6-4
- メアリー・ジョー・フェルナンデス vs.  ガブリエラ・サバティーニ　1-6, 7-6, 10-8
- アランチャ・サンチェス・ビカリオ vs.  ヤナ・ノボトナ　6-2, 7-5

準決勝
- シュテフィ・グラフ vs.  アンケ・フーバー　6-1, 6-1
- メアリー・ジョー・フェルナンデス vs.  アランチャ・サンチェス・ビカリオ　6-2, 6-2

## 決勝戦の結果
- 男子シングルス： セルジ・ブルゲラ vs.  ジム・クーリエ　6-4, 2-6, 6-2, 3-6, 6-3
- 女子シングルス： シュテフィ・グラフ vs.  メアリー・ジョー・フェルナンデス　4-6, 6-2, 6-4
- 男子ダブルス： ルーク・ジェンセン＆ マーフィー・ジェンセン vs.  マルク＝ケビン・ゲルナー＆ デビッド・プリノジル　6-4, 6-7, 6-4
- 女子ダブルス： ジジ・フェルナンデス＆ ナターシャ・ズベレワ vs.  ヤナ・ノボトナ＆ ラリサ・ネーランド　6-3, 7-5
- 混合ダブルス： アンドレイ・オルホフスキー＆ エウゲニア・マニオコワ vs.  ダニー・ヴィッサー＆ エルナ・ライナッハ　6-2, 4-6, 6-4

## みどころ
- 大会開幕3週間前の1993年4月30日、女子世界ランキング1位のモニカ・セレシュがドイツ・ハンブルクで試合中に暴漢に襲われる事件が起きた。この事件の衝撃が、全仏オープンの大会全体に暗い影を落としていた。大会期間中の警備をさらに厳重にするなど、全体的に重苦しい雰囲気に包まれた大会であった。
- 女子シングルス準々決勝のガブリエラ・サバティーニとメアリー・ジョー・フェルナンデスの対戦で、フェルナンデスが 1-6, 1-5 の土壇場から逆転に成功し、最終スコア 1-6, 7-6, 10-8 でサバティーニに勝利を収めた。フェルナンデスはその勢いに乗って自身3度目の4大大会女子シングルス決勝に進んだが、1990年全豪オープン・1992年全豪オープンに続いて3度目の準優勝に終わった。